# Salto con gli sci ai XXII Giochi olimpici invernali
Nel salto con gli sci ai XXII Giochi olimpici invernali si sono disputate quattro gare: tre maschili (trampolino normale, trampolino lungo e gara a squadre) e per la prima volta, nel calendario olimpico, una gara femminile (trampolino normale).

## Calendario
| Uomini | Trampolino normale |  |                    | Trampolino lungo |  |  |  |  | Gara a squadre |  |  |  |  |  | 3 |
| Donne  |                    |  | Trampolino normale |                  |  |  |  |  |                |  |  |  |  |  | 1 |
| Totale | 1                  |  | 1                  | 1                |  |  |  |  | 1              |  |  |  |  |  | 4 |

## Podi

### Uomini
| Evento                        | Oro                                                                  | Punti  | Argento                                                                          | Punti  | Bronzo                                                        | Punti  |
| Trampolino normale (dettagli) | Kamil Stoch                                                          | 278.0  | Peter Prevc                                                                      | 265.3  | Anders Bardal                                                 | 264.1  |
| Trampolino lungo (dettagli)   | Kamil Stoch                                                          | 278.7  | Noriaki Kasai                                                                    | 277.4  | Peter Prevc                                                   | 274.8  |
| Gara a squadre (dettagli)     | Germania Andreas Wank Marinus Kraus Andreas Wellinger Severin Freund | 1041,1 | Austria Michael Hayböck Thomas Morgenstern Thomas Diethart Gregor Schlierenzauer | 1038,4 | Giappone Reruhi Shimizu Taku Takeuchi Daiki Itō Noriaki Kasai | 1024,9 |

### Donne
| Evento                        | Oro         | Punti | Argento          | Punti | Bronzo        | Punti |
| Trampolino normale (dettagli) | Carina Vogt | 247.4 | Daniela Iraschko | 246.2 | Coline Mattel | 245.2 |

## Medagliere
| Posizione | Paese    |   |   |   | Totale |
| --------- | -------- | - | - | - | ------ |
| 1         | Germania | 2 | 0 | 0 | 2      |
| 1         | Polonia  | 2 | 0 | 0 | 2      |
| 3         | Austria  | 0 | 2 | 0 | 2      |
| 4         | Giappone | 0 | 1 | 1 | 2      |
| 4         | Slovenia | 0 | 1 | 1 | 2      |
| 6         | Francia  | 0 | 0 | 1 | 1      |
| 6         | Norvegia | 0 | 0 | 1 | 1      |
| Totale    | Totale   | 4 | 4 | 4 | 12     |